# 林鄧璐德
林鄧璐德（英語：Ruth Duncan，1921年—2015年9月16日），美國德克萨斯州拉巴克人，護士、海外基督使團宣教士，在南臺灣照顧漢生病人多年。

## 生平
1921年，鄧璐德生於美國德克萨斯州拉巴克，獲護理學位後，1946年進入中國大陸傳教，先在上海接著輾轉到安徽及甘肅天水、蘭州等地學中文，中國共產黨來時到青海省協助英籍的克拉克醫師（Dr.Rupert Clarker）創設醫院，著手訓練當地的男護士。後來她及其他醫護人員被共產黨關在醫院裡足足七個月，只好離開中國大陸。
1952年，鄧璐德來臺灣，先在八里的樂山療養院照顧痲瘋病患，並不時到台東及南投埔里的愛爾蘭教會服務。在八里樂山療養院時，她邂逅了罹患漢生病、放棄日本學業的台南仕紳之子林澄輝，日後成為夫妻。當她奉派到泰國清邁接受為期三個月的漢生病患照顧模式之後，她發現南臺灣病患更多，因此1956年林鄧璐德來到臺南，創設收治漢生病患的「台南特別皮膚科診所」，並從1972年來一直擔任台南市新樓醫院義工。
鄧璐德回憶，她曾到台南市探望一名漢生病患，發現像狗一樣被關進裝上鐵窗的房子，吃喝拉撒睡全在裡面，連家屬都閃避。有人指著漢生病患高喊「ㄊㄞ ㄍㄜ來了！」，她就會回罵：「你們的心才骯髒！」
1962年，鄧璐德與林澄輝結為連理，冠夫姓。她因此放棄宣教士身分。
婚後與夫婿設立「台南市基督教敬老協會」，在「台南特別皮膚科診」原址成立「光明敬業院」提供較大的小兒麻痺病童求學、就業。夫婦更還設立臨安教會、美好教會、林珠托兒所及橄欖山青年靈修營地等作為宣教。2005年，她捐出自己住所與六千萬元給台灣基督教青年協會建造臨安養護中心。2007年，夫婦獲中華民國總統陳水扁頒贈三等景星勳章及紫色大綬景星勳章。2011年，林澄輝病逝前曾表示想讓更多老人住在一起，兩人決定再捐地捐錢蓋老人養護大樓，捐出大部分土地與台幣一億三千萬元資產興建「林澄輝紀念大樓」、設立「璐德養護中心」，提供在地長者優質照顧。
林澄輝去世後，奇美集團許文龍總裁打造其銅像。林鄧璐德也獲台南市長賴清德頒榮譽市民、行政院醫療貢獻獎及厚生基金會醫療奉獻獎等。2013年7月6日，她獲贈象徵外籍人士最高榮譽的特殊貢獻外僑永久居留證，由移民署副署長何榮村親自頒予，免去她每年必須花台幣一千元辦理加簽在台居留證。領到居留證的林鄧璐德坐在輪椅上，被推到台前致詞，用閩南語連說近廿次「多謝」。曾有人問林鄧璐德是哪裡人？她用非常標準的閩南語及肯定的語氣回答說：「我是台灣人。」
2015年9月16日凌晨1時58分，林鄧璐德去世，同年9月28日在臺南南門教會舉行告別式。

## 榮耀
1975年5月12日，與朱寶鈿等人獲表揚。
1997年3月27日，第七屆醫療奉獻獎評審公布，有王金河醫師、江昭妹助產士、施桂蘭護士、洪淑惠護士、方懷正副主教、饒培德修女、林鄧璐德護士、傅德蘭醫師、莊宏達醫師、譚凱莉護士、畢嘉士醫師等十一位得獎人。